# العلاقات الألمانية الغواتيمالية
العلاقات الألمانية الغواتيمالية هي العلاقات الثنائية التي تجمع بين ألمانيا وغواتيمالا.

## مقارنة بين البلدين
هذه مقارنة عامة ومرجعية للدولتين:
| وجه المقارنة                                              | ألمانيا                                                                              | غواتيمالا       |
| --------------------------------------------------------- | ------------------------------------------------------------------------------------ | --------------- |
| المساحة (كم2)                                             | 357.41 ألف                                                                           | 108.89 ألف      |
| عدد السكان (نسمة)                                         | 81.29 مليون                                                                          | 17.26 مليون     |
| الكثافة السكانية (ن./كم²)                                 | 227.44                                                                               | 158.51          |
| العاصمة                                                   | بون، برلين                                                                           | غواتيمالا       |
| اللغة الرسمية                                             | اللغة الألمانية                                                                      | اللغة الإسبانية |
| العملة                                                    | يورو، مارك ألماني                                                                    | كتزال غواتيمالي |
| الناتج المحلي الإجمالي (بليون دولار)                      | 3.68 تريليون                                                                         | 75.62 مليار     |
| الناتج المحلي الإجمالي (تعادل القوة الشرائية) بليون دولار | 3.92 تريليون                                                                         | 126.21 مليار    |
| الناتج المحلي الإجمالي الاسمي للفرد دولار أمريكي          | 41.31 ألف                                                                            | 3.90 ألف        |
| الناتج المحلي الإجمالي للفرد دولار أمريكي                 | 46.40 ألف                                                                            | 7.45 ألف        |
| مؤشر التنمية البشرية                                      | 0.926                                                                                | 0.627           |
| رمز المكالمات الدولي                                      | +49                                                                                  | +502            |
| رمز الإنترنت                                              | .de                                                                                  | .gt             |
| المنطقة الزمنية                                           | توقيت وسط أوروبا، ت ع م+01:00، ت ع م+02:00، توقيت أوروبا الوسطى المعياري (ت غ م +1) ‏ | 00              |

## منظمات دولية مشتركة
يشترك البلدان في عضوية مجموعة من المنظمات الدولية، منها:
| علم المنظمة | اسم المنظمة                               | تاريخ انضمام ألمانيا | تاريخ انضمام غواتيمالا |
| ----------- | ----------------------------------------- | -------------------- | ---------------------- |
|             | مؤسسة التمويل الدولية                     | 20 يوليو 1956        | 20 يوليو 1956          |
|             | منظمة حظر الأسلحة الكيميائية              | 29 أبريل 1997        | ?                      |
|             | يونسكو                                    | 11 يوليو 1951        | 2 يناير 1950           |
|             | الاتحاد الدولي للاتصالات                  | 1866                 | 10 يوليو 1914          |
|             | الأمم المتحدة                             | 18 سبتمبر 1973       | 21 نوفمبر 1945         |
|             | منظمة الشرطة الجنائية الدولية             | ?                    | ?                      |
|             | البنك الدولي للإنشاء والتعمير             | 14 أغسطس 1952        | 28 ديسمبر 1945         |
|             | الاتحاد البريدي العالمي                   | 1 يوليو 1875         | ?                      |
|             | مؤسسة التنمية الدولية                     | 24 سبتمبر 1960       | 27 أبريل 1961          |
|             | منظمة التجارة العالمية                    | ?                    | ?                      |
|             | المنظمة الهيدروغرافية الدولية             | ?                    | ?                      |
|             | المركز الدولي لتسوية المنازعات الاستشارية | 18 مايو 1969         | 20 فبراير 2003         |
|             | وكالة ضمان الاستثمار متعدد الأطراف        | 12 أبريل 1988        | 11 يوليو 1996          |

## أعلام
هذه قائمة لبعض الشخصيات التي تربطها علاقات بالبلدين:
- ألفرد جنسن (رسام من الولايات المتحدة الأمريكية، 11 ديسمبر 1903[36][37][38] – 4 أبريل 1981[37][39])
- إدواردو شتاين (سياسي غواتيمالي، 20 أكتوبر 1945 – )
- جاكوبو أربينز (14 سبتمبر 1913[40][41][42] – 27 يناير 1971[40][41][42])
- جيرت روزنتال (دبلوماسي غواتيمالي، 11 سبتمبر 1935 – )
- سولونا ساماي (مغنية دنماركية، 27 أغسطس 1990[43] – )
- لويس فون آن (9 أغسطس 1973 – )

## وصلات خارجية
- موقع وزارة الخارجية الألمانية
- موقع وزارة الخارجية الغواتيمالية